# Varennes-sur-Usson
 Varennes-sur-Usson  là một xã ở tỉnh Puy-de-Dôme trong vùng Auvergne-Rhône-Alpes miền trung nước Pháp.